# 山本信良
山本 信良（やまもと のぶよし、1936年 - ）は、教育学者、立正大学名誉教授。
千葉県出身。東京学芸大学卒。1977年青山学院大学大学院文学研究科教育学専攻博士課程満期退学。81年「小学校における学校行事の成立と展開に関する研究」で青学文学博士。小中高校教諭をへて、1983年立正大学短期大学部教授、1996年立正大学社会福祉学部教授、2006年退任、名誉教授。

## 著書
- 『倉橋惣三を考える 教育・社会の視点から』圭文社 1998
- 『学校行事の成立と展開に関する研究』紫峰図書 1999
- 『教育と福祉の間 教育の視点から』圭文社 2004

### 共著
- 『近代教育の天皇制イデオロギー 明治期学校行事の考察』今野敏彦共著 新泉社 1973
- 『大正・昭和教育の天皇制イデオロギー』今野敏彦共著 新泉社 1976-77

## 論文
- Cinii